# Garganega

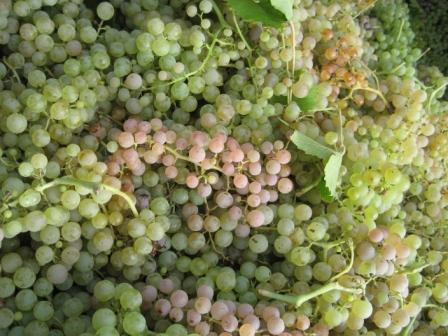
Garganega

Garganega is een witte inheemse druivensoort uit Italië, die vooral in het noordoosten  van het land wordt verbouwd en wel in de provincies Verona en Vicenza. Qua verspreiding staat deze druif op de 6e plaats in Italië. Het vormt de basis van de witte wijn Soave. In DNA-onderzoeken van 2003 en 2008 is gebleken dat de Siciliaanse druivensoort Grecanico identiek is aan de Garganega. De wijn van deze druif geeft delicate aroma's van geel fruit, amandelen en specerijen. Deze druif rijpt laat en heeft de neiging om grote opbrengsten te genereren waardoor - als je niet oppast - de wijn heel dun wordt met weinig of geen aroma's. De zuurgraad van de Garganega is zodanig hoog, dat het gebruikt wordt voor de productie van de zoete recioto, waardoor de potentie ontstaat dat deze wijnen zich 10 jaar of meer verder kunnen ontwikkelen.

## Regio's
In de regio Soave is de Garganega de belangrijkste druivensoort en vormt 70 tot 100% van de blend met twee andere druiven, de Trebbiano en de Chardonnay. De Garganega wordt verder verbouwd in de regio's Gambellara, Bianco di Custoza, Colli Berici and Colli Euganei, allemaal DOC regio's. Buiten het noordoosten komt deze druif voor in Umbrië en Friuli.

## Synoniemen
Garganega Comune, Garganega di Gambellara, Garganega Gentile, Garganega Grossa, Garganega Piramidale, Garganega Veronese, Garganega Vicentina, Grecanico Dorato, Grecanico, Grecanio.